# Cambridge (Cambridgeshire)
Cambridge ([ˈkeɪmbrɪdʒ]) kiejtéseⓘ egy régi angliai egyetemi város és Cambridgeshire megye adminisztrációs központja.
Londontól kb. 80 km-re fekszik észak-északkeleti irányban.
Cambridge a Cambridge-i Egyetem miatt a legismertebb, amely a híres Cavendish Laboratory-nak és a Cambridge University Library-nak is otthont ad, s amely a második legrégibb egyetem angolszász nyelvterületen, s egyben a leggazdagabb és legerősebb egyetem egész Európában.
A 2001-es népszámlálás szerint a város lakossága 108 863 fő volt (22 153 diákot beleértve).

## Éghajlata
| Hónap                         | Jan. | Feb. | Már. | Ápr. | Máj. | Jún. | Júl. | Aug. | Szep. | Okt. | Nov. | Dec. | Év   |
| ----------------------------- | ---- | ---- | ---- | ---- | ---- | ---- | ---- | ---- | ----- | ---- | ---- | ---- | ---- |
| Átlagos max. hőmérséklet (°C) | 7,3  | 7,7  | 10,6 | 13,3 | 16,9 | 19,9 | 22,8 | 22,6 | 19,3  | 14,9 | 10,3 | 7,5  | 14,5 |
| Átlagos min. hőmérséklet (°C) | 1,6  | 1,3  | 3,1  | 4,3  | 7,1  | 10,2 | 12,4 | 12,4 | 10,4  | 7,6  | 4,2  | 1,9  | 6,4  |
| Átl. csapadékmennyiség (mm)   | 47   | 35   | 38   | 41   | 46   | 52   | 48   | 51   | 54    | 59   | 53   | 46   | 568  |
| Havi napsütéses órák száma    | 58   | 77   | 111  | 153  | 179  | 177  | 188  | 183  | 140   | 114  | 67   | 49   | 1494 |
| Forrás: Met Office            |      |      |      |      |      |      |      |      |       |      |      |      |      |

| Hónap                         | Jan.  | Feb.  | Már.  | Ápr. | Máj. | Jún. | Júl. | Aug. | Szep. | Okt. | Nov.  | Dec.  | Év    |
| ----------------------------- | ----- | ----- | ----- | ---- | ---- | ---- | ---- | ---- | ----- | ---- | ----- | ----- | ----- |
| Rekord max. hőmérséklet (°C)  | 14,9  | 18,8  | 23,9  | 27,4 | 31,1 | 34,0 | 38,7 | 36,9 | 33,9  | 29,3 | 21,1  | 15,8  | 38,7  |
| Átlagos max. hőmérséklet (°C) | 7,4   | 8,0   | 11,1  | 13,8 | 17,5 | 20,4 | 23,1 | 22,8 | 19,6  | 15,2 | 10,5  | 7,7   | 14,8  |
| Átlagos min. hőmérséklet (°C) | 1,4   | 1,2   | 3,0   | 4,3  | 7,3  | 10,2 | 12,4 | 12,2 | 10,0  | 7,2  | 3,9   | 1,7   | 6,3   |
| Rekord min. hőmérséklet (°C)  | −16,1 | −17,2 | −11,7 | −6,1 | −4,4 | −0,6 | 2,2  | 3,3  | −2,2  | −6,1 | −13,3 | −15,6 | −17,2 |
| Átl. csapadékmennyiség (mm)   | 46    | 35    | 39    | 40   | 47   | 52   | 51   | 54   | 54    | 58   | 55    | 47    | 576   |
| Forrás: KNMI                  |       |       |       |      |      |      |      |      |       |      |       |       |       |

## Népesség
| Lakosok száma | 99 168 | 87 209 | 107 496 | 108 863 | 123 867 |
|               | 1971   | 1981   | 1991    | 2001    | 2011    |

## Története
A város területén a Római Birodalom előtti időkben is léteztek települések. A település regionális központ maradt a római hódítás után 350 évig, egészen i. sz. 400-ig. Rómaiak által épített utak és fallal körülvett részek még ma is láthatók a területen. Miután a rómaiak távoztak, angolszászok foglalták el a területet a Castle Hill körül. Az angolszász idők alatt Cambridge javára szolgált, hogy kereskedelmi útvonalak mentén feküdt az egyébként nehezen járható mocsárvidékeken. Cambridge-et Grantebrycge-ként említik az angolszász krónikában. Ez a Cambridge-nél levő híd legkorábbi ismert említése.
A vikingek 875-ös Cambridge-be érkezését feljegyezték az Angolszász krónikában. 878-ban a Danelaw viking törvény lépett életbe. A vikingek kereskedő szokásainak köszönhetően Cambridge gyorsan növekedett. Ezalatt az időszak alatt a város központja eltolódott a bal parti Castle Hillből a folyó jobb oldalán levő területre, amelyet most Quayside-ként ismernek. A viking időszak után az angolszászok rövid időre visszatértek a hatalomba, közben felépítették a St. Benet-templomot 1025-ben. Ez még mindig áll a Bene't Streeten.
1068-ban, két évvel Anglia térdre kényszerítése után Hódító Vilmos építtetett egy várat Castle Hillen. Mint az új királyság többi része, Cambridge is a király irányítása alá tartozott. A jellegzetes Round Church ebből az időszakból származik. A normann időkben a város neve Grentabrige vagy Cantebrigge (Grantbridge) volt, míg a folyót, amely keresztülfolyt rajta, Grantának nevezték. Az idők során a város neve Cambridge-re változott, míg a Cam folyót továbbra is Grantaként ismerték (gyakran nevezik Grantának a mai napig is). A walesi nyelvben a város neve Caergrawnt maradt . Csak később változott a folyó neve Camre, a város neve pedig Cambridge-re. Az 1209-ben alapított egyetem nevében a latin cantabrigiensis melléknevet használják (gyakran Cantabnek rövidítik), ami cambridge-it jelent, de ez nyilván az angol névből származtatott szó.

### Az egyetem
1209-ben azok a diákok, akik megszöktek az ellenséges oxfordi városi lakosságtól, Cambridge-be menekültek és ott egyetemet alapítottak. A legrégebbi, ma is létező college a Peterhouse, amelyet 1284-ben alapítottak. A Cambridge-ben levő leglenyűgözőbb épületek egyikét, a King's College Chapelt 1446-ban VI. Henrik kezdte építtetni. A munkálatokat 1515-ben VIII. Henrik uralkodása alatt fejezték be.
Az egyetem jelenleg 31 kollégiumból áll (Peterhouse, King's College, Corpus Cristi College, Queens College, Trinity College, Pembroke College, Clare College, Hughes Hall, Newnham College, Lucy Cavendish College, Wolfson College, Downing College, Robinson College, Trinity Hall, Girton College stb.) ezért is hívják kollégiális egyetemnek Oxforddal egyetemben. Ezek a kollégiumok a diákok elszállásolásánál lényegesen több feladatot látnak el, gyakorlatilag félig önálló intézmények az intézményben, azaz az egyetemen belül, önmagukat kormányozzák, és önálló vagyonnal, és éves költségvetéssel rendelkeznek, amely még a legszegényebb kollégium esetében is forintosítva milliárdokban mérhető. A legrégibb kollégium több mint hétszáz éves, míg a legújabb mindössze pár évtizedes múltra tekint vissza. Undergraduate (B.A.) szinten az egyetemre csakis valamelyik kollégiumon keresztül lehet bejutni, a diákok a kollégiumokba felvételiznek, és a döntést az egyetem elfogadja. Postgraduate (Mester és Doktori képzés) esetében a leendő diák közvetlenül az egyetemre, pontosabban annak valamelyik intézetébe felvételizik, és a jelentkezésél megadhat két kollégiumot, ahová szeretne bekerülni. Sikeres felvételi esetén az egyetem biztosítja a kollégiumi elhelyezést, noha nem biztos, hogy a kiválasztottakba fog bekerülni a diák. A legtöbb kollégiumban bármelyik tudományágat tanuló diák bekerülhet, de vannak kollégiumok, melynek előnyben részesítenek bizonyos diszciplínákat (pl. a Churchill College a műszaki tudományokat, a Girton College a pedagógiához kapcsolódókat, stb), az oktatás megoszlik az adott intézet, tanszék, és a kollégium között. Az egyes kollégiumok maguk döntenek a felvételizésben az egyetem központi felvételi irodája csupán regisztrálja az így felvetteket. Az elsődiplomás képzésre minden év október 15-ig lehet jelentkezni az azt követő ősszel kezdődő képzésekre (tehát a 2011-es tanévre 2010. október 15-ig kell jelentkezni). Tulajdonképpen undergraduate szinten az egész felvételi folyamat az egyes kollégiumokban zajlik (felvételi interjúk, tesztek, jelentkezési lapok és esszék értékelése). Bár az előadások minden kollégium diákjának egy helyen és időben vannak a csoportos szemináriumok (supervisions) a kollégiumban történnek. A supervision vagy tutorial tulajdonképpen az előadás anyagának gyakorlatias, alapos és személyre szabott feldolgozása, amely kis csoportokban, avagy csupán kettesben a diákkal történik. A supervision a kollégium tantárgyi vezetőjének (Director of Studies) vezetésével zajlik. Minden kollégiumnak, minden tantárgyra van egy tantárgyi vezetője. Mesterképzésen, avagy azoknál, akik a doktori disszertációjukat írják az egyetemen, a college-k nem töltenek be ekkora szerepet. Posztgraduális szinten a diákok (akik a doktori disszertációjukat írják, általában taníthatnak is az egyetemen) főként a tudományáguknak megfelelő intézethez, laborokhoz kapcsolódnak, ott, avagy az egyetemi főkönyvtárban kutatnak, és az oktatott posztgraduális képzéseknél (tehát melyek nem pusztán disszertáció megírására épülnek) az oktatásuk kizárólag az intézetekben zajlik. A posztgraduális diákok jellemzően nem a kollégiumok központi épületeiben laknak, hanem a kollégiumok, avagy az egyetem által birtokolt egyéb épületekben városszerte, avagy privát lakást bérelnek. A kollégiumoknak komplett épülettömbjeik, könyvtáraik, számítógépes termeik, sportcsarnokuk, étkezőjük, parkjaik, stb. van. Este 10-11 óra körül a kollégiumok bezárják a vaskapuikat és csak a kódokat ismerő diákok juthatnak be. A kollégium egy kisebb, családiasabb közösség (noha minden kollégiumban több száz diák tanul egyszerre) saját rendezvényekkel, vacsorákkal, fogadásokkal, hagyományokkal, sport csapatokkal tulajdonképpen saját, erős közösségi öntudattal. Undergraduate szinten a diákok elsősorban a kollégiumukban szocializálódnak, és így elsosorban itt fejlesztik ki a Cambridge-re és Oxford-ra oly jellemző szerteágazó kapcsolatrendszerüket. A kollégiumok egymással sok mindenben versenyeznek, de ettől függetlenül egy egyetem diákjainak közösségeként élik mindennapjaikat. Sok diák jár más kollégiumok rendezvényeire, hivatalos vacsoráira. Minden Cambridge-i kollégiumnak van Oxfordi testvérpárja, amelyek néha közös rendezvényeket, sporteseményeket rendeznek, és baráti rivalizálás van közöttük.
Az egyetem maga egy több tucat intézetből, és közel 150 tanszékből, illetve kutatóközpontokból álló egység, melynek éves költségvetésének (2010-ben nagyjából 4 milliárd font) 2/3-át közvetlenül a kollégiumok kapják, és "mindössze" 1/3-a kerül az egyetemhez. Az oktatók többsége egyben tagja valamely kollégiumnak is, a lényegi kutatások azonban az egyetemi intézetekben zajlanak. Bár undergraduate (B.A.) szinten az oktatás megoszlik a diák szakjának megfelelő intézet és a kollégium között, a diplomát csakis az egyetem állítja ki, abba beleírva, hogy a diák mely kollégium tagja volt.
A Cambridge University Press a nyomtatási engedélyt 1534-ben kapta meg, s Cambridge University Press az egyik legrangosabb és legnagyobb akadémiai kiadón a világon. Az Addenbrooke kórházat 1766-ban alapították, amely Anglia egyik leghatalmasabb kórházkomplexuma. A vasút és az állomás 1845-ben épültek. 
A Cambridge-i Egyetem egyedülálló szerepet játszott a modern labdarúgás feltalálásában, mivel a játék első szabályait az egyetem tagjai állították fel 1848-ban. A cambridge-i szabályok szerint Parker's Piece-ben játszottak először és meghatározó hatásuk volt az 1863-ban lefektetett labdarúgó-szövetségi szabályokra. Annak ellenére, hogy volt egyeteme, Cambridge-nek 1951-ig nem adták meg a városi címet. Dacára annak, hogy Cambridge-ben rengeteg templom található, a városnak nincs székesegyháza, ami hagyományosan egyik előfeltétele volt a városi státus elnyerésének.
A Cambridge-i Egyetem a világ egyik legrangosabb és legmagasabban jegyzett egyeteme, amely a világ Top 5 egyetemének egyike, számos esetben első helyezettként.

### Cambridge ma
Cambridge környékén található a Silicon Fenn, ami az egyetemhez kapcsolódó csúcstechnológiai kutatási park, ami elsősorban a számítástechnikai és orvosi cégeket tömöríti nagyon nagy számban. Cambridge a Nagy Britanniai számítástechnikai ipar fellegvára, itt található pl. az ARM, ami a világ egyik legnagyobb mikroprocesszor-gyártója, ami gyakorlatilag az összes okostelefonban (így az Apple iPhone-ban is) található processzorokat gyártja. Sorban létesültek technológiai laborok, tudományparkok és más fejlesztések is a város körül, amelyek immáron nem csupán az egyetemhez kötődnek, habár jellemzően az egyetemről kikerülők alapítják őket. Ilyen vállalatok például az Acorn Computers és a Sinclair Research Ltd. A legnagyobb munkaadó természetesen a Cambridge Egyetem, de jelentős számban foglalkoztat az 1992-ben egyetemi rangot nyert Anglia Ruskin University, a város "másik" egyeteme. A Cambridge-i Egyetemnek számos múzeuma van, amelyek ingyenesen nyitva állnak a közönség előtt is.

## Testvérvárosok
- Heidelberg, Németország 1957 óta.
- Szeged, Magyarország 1987 óta.

## Események
- Cambridge-i nyári vásár
- Cambridge-i népi fesztivál
- Cambridge-i sörfesztivál
- Cambridge-i filmfesztivál

## Híres lakosok
- Stephen Hawking, fizikus.
- Ronald Searle, karikaturista.
- Rory McGrath, komikus.
- Jeffrey Archer, szerző, korábban politikus.
- David Gilmour, Roger Waters, és a néhai Syd Barrett, a Pink Floyd alapító tagjai (kiveve Gilmour)